# Williams, Oregon
Williams är en så kallad census-designated place i Josephine County i Oregon. Vid 2010 års folkräkning hade Williams 1 072 invånare.